# El creient (pel·lícula del 2018)
El creient (títol original en francès, La Prière) és una pel·lícula dramàtica francesa del 2018 dirigida per Cédric Kahn. Va ser seleccionada per competir per a l'Os d'Or a la secció principal del 68è Festival de Cinema Internacional de Berlín. A Berlín, Anthony Bajon guanyar l'ós de plata al millor actor. S'ha doblat i subtitulat al català.
La pel·lícula tracta l'intent de desintoxicació de les drogues d'un noi a través de la Comunitat del Cenacle, una xarxa d'acollida per ajudar joves a deixar les drogues i l'alcohol a través de la pregària, el treball executat amb disciplina, la vida en grup i el testimoni personal.
El repartiment és internacional. El protagonista és l'actor francès Anthony Bajon, el pare Marco és el barceloní Àlex Brendemühl i Gubern, la germana és interpretada per l'alemanya Hanna Schygulla i la jove Sybille és interpretada per la francesa Louise Grinberg.